# بريا دي تاجو
بريا دي تاجو (بالإنجليزية: Brea de Tajo)‏ هي بلدية ومدينة في منطقة الحكم الذاتي وتقع في منطقة مدريد في وسط إسبانيا. تبلغ مساحة هذه المدينة 44.33 (كم²)، ويبلغ عدد سكانها 556 نسمة حسب إحصاء سنة 2010 م.